# کوین مک‌دونالد
کوین مک‌دونالد (انگلیسی: Kevin McDonald؛ زاده ۱۶ مهٔ ۱۹۶۱) هنرپیشه، صداپیشه و کمدین کانادایی است. وی از سال ۱۹۸۸ میلادی تاکنون مشغول فعالیت بوده‌است.
از فیلم‌هایی که وی در آن نقش داشته است، می‌توان به لیلو و استیچ اشاره کرد.